# Траверсела
Траверсела (итал. Traversella) је насеље у Италији у округу Торино, региону Пијемонт.
Према процени из 2011. у насељу је живело 212 становника. Насеље се налази на надморској висини од 818 м.

## Становништво
Према резултатима пописа становништва 2011. у општини је живело 350 становника.
| 1931. | 1936. | 1951. | 1961. | 1971. | 1981. | 1991. | 2001. | 2011. |
| ----- | ----- | ----- | ----- | ----- | ----- | ----- | ----- | ----- |
| 1.034 | 1.008 | 835   | 827   | 693   | 593   | 460   | 386   | 350   |